# Vulcanella netheides
Vulcanella netheides är en svampdjursart som först beskrevs av Lebwohl 1914.  Vulcanella netheides ingår i släktet Vulcanella och familjen Pachastrellidae. Inga underarter finns listade i Catalogue of Life.